# Hamed Al-Doseri
Hamed Al-Doseri (3 de fevereiro de 1991) é um futebolista profissional bareinita que atua como goleiro.

## Carreira
Hamed Al-Doseri representou a Seleção Bareinita de Futebol na Copa da Ásia de 2015.